# Agathodes chrysalis
Agathodes chrysalis là một loài bướm đêm trong họ Crambidae.